# Радянська окупація Естонії (1940)
Радянська окупація Естонії 1940 року — військова окупація Естонії Радянським Союзом відповідно до положень пакту Молотова — Ріббентропа, укладеного між СРСР та нацистською Німеччиною у 1939 році.
У вересні 1939 року Естонія під тиском Москви підписала нав'язану їй угоду «про взаємодопомогу» з СРСР, яка надала радянській стороні право на розміщення там військових баз. Після вторгнення до країни Червоної армії влітку 1940 року, радянська влада змусила уряд Естонії подати у відставку. Президента Естонії було ув'язнено і згодом він помер у Сибіру. Під наглядом радянських окупантів, новий маріонетковий комуністичний уряд влаштував фальсифіковані вибори зі сфабрикованими результатами. Відразу після виборів новообраний «народний парламент» Естонії звернувся до Радянського Союзу з проханням прийняти країну до свого складу. У червні 1941 року новий Радянський уряд влаштував масові депортації так званих «ворогів народу». Відтак, потерпаючи від радянського терору, багато естонців німецьку окупацію під час Німецько-радянської війни спочатку сприйняли як звільнення.

## Передумови
23 серпня 1939 року у Москві був підписаний договір про ненапад між СРСР та Німеччиною, за яким сторони зобов'язалися погоджувати спільні дії; зберігати нейтральність у випадку війни однієї зі сторін проти сторонніх держав; не приєднуватись до союзів, які скеровані проти однієї зі сторін. Згідно з таємним протоколом, що додавався до цього договору, сторони поділили сфери впливу у Східній Європі, і Естонія потрапила до сфери впливу Радянського Союзу.

## Перебіг подій

### Радянський дипломатичний тиск

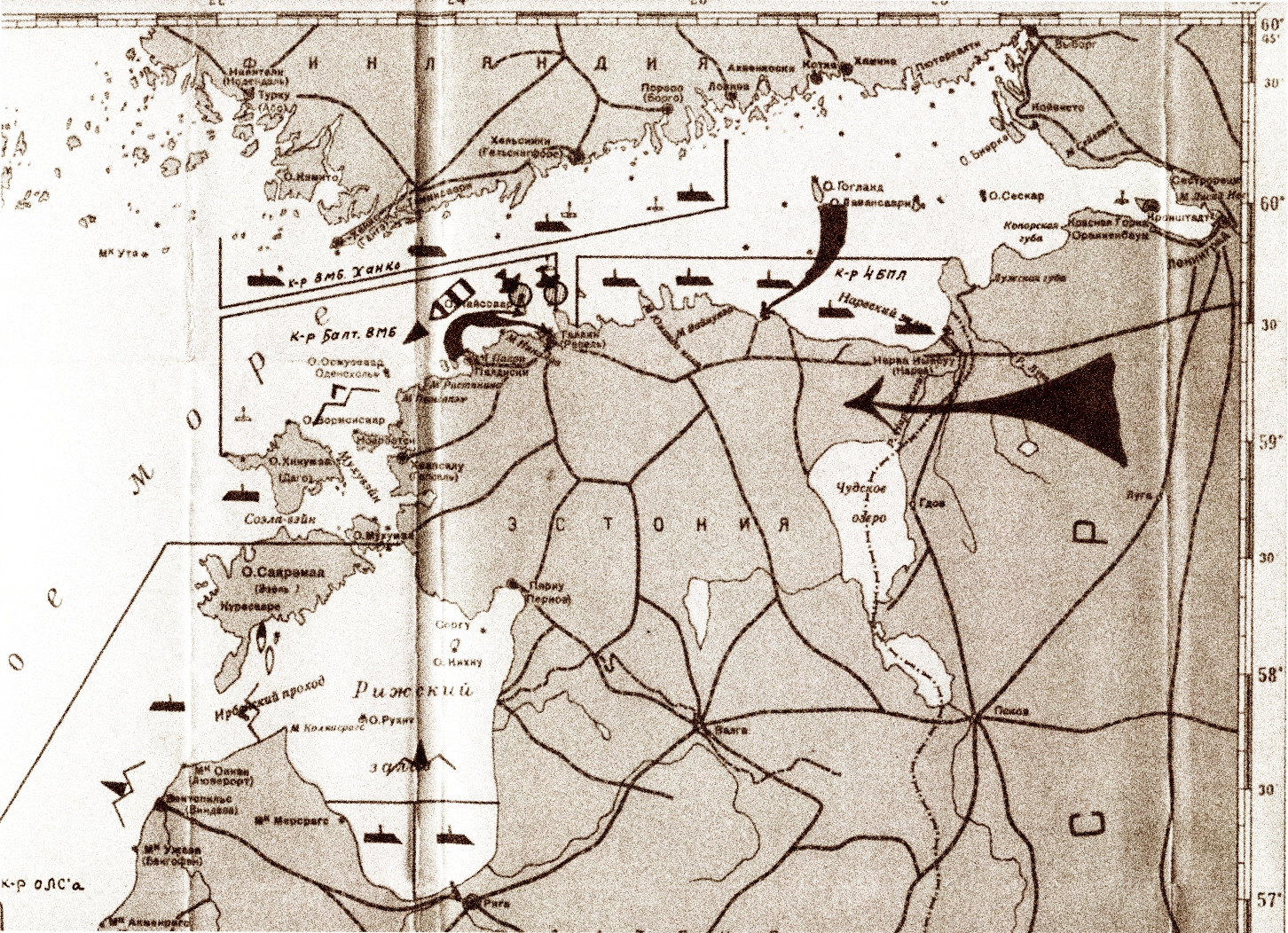
Схема радянської військової блокади Естонії у 1939—1940 роках.

Після нападу Німеччини 1 вересня 1939 року на Польщу країни Балтії оголосили про свій нейтралітет, а представники їхніх урядів через радянських дипломатичних представників намагалися з'ясувати наміри Москви.
17 вересня 1939 року на Польщу напав СРСР. З наближенням розгрому Польщі СРСР почав втягувати країни Балтії у перемовини про врегулювання торговельних питань, під час яких починав вимагати укладення угод про розміщення на їхній території своїх військових баз та контингентів.
Одним з важелів тиску СРСР на естонський уряд був інцидент 18 вересня з польським підводним човном ORP Orzeł, через який радянське керівництво поставило під сумнів нейтралітет Естонії у війні. Під приводом пошуку човна Радянський Союз направив до берегів Естонії Балтійський флот. Це призвело до фактичного встановлення морської блокади естонського узбережжя.
На переговорах з керівником естонського Міністерства Закордонних Справ Карлом Сельтером, нарком закордонних справ СРСР В'ячеслав Молотов вимагав, щоб Естонія надала Радянському Союзу виходи до Балтійського моря. Вже за тиждень Молотов запропонував естонцям укласти договір, який «разом з тим забезпечував би Радянському Союзу право мати на території Естонії опорні пункти або бази для авіації та флоту». Під час обговорення чисельності радянського військового контингенту Йосип Сталін відстоював цифру у 25000 осіб.

### Початок окупації
24 вересня 1939 року естонська сторона отримала ультиматум від СРСР з вимогою підписати договір про взаємодопомогу, який би дозволяв розмістити радянські війська в Естонії. Вимоги Москви на переговорах суттєво підкріплювали не лише нещодавня агресія проти Польщі, але й доволі велике угрупування Червоної армії, яке на той час розгорталося на кордонах Естонії та Латвії. 28 вересня 1939 року Естонія вимушена була підписати угоду «про взаємодопомогу», за якими СРСР отримав бажані військові бази на двох естонських островах і в порту Палдіскі та увів військовий контингент.

### Радянізація Естонії

#### Фальсифікація виборів

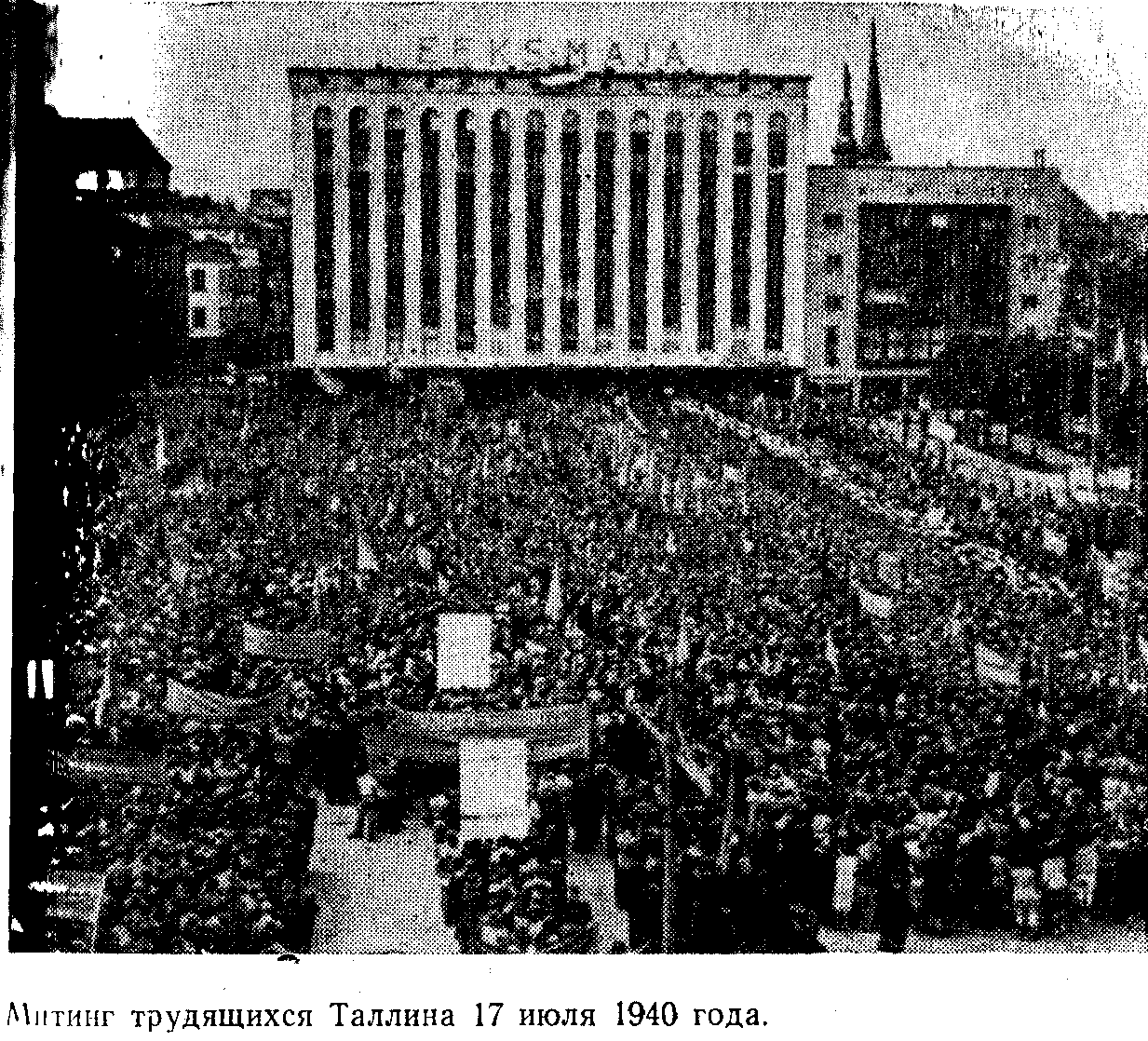
Мітинг на підтримку комуністів в Талліні 17 липня 1940 року.

Після прийняття ультиматуму Естонією Москва відрядила туди своїх емісарів стежити за здійсненням радянізації. Було сформовано новий, лояльний до СРСР уряд. 14-15 липня 1940 року, всупереч місцевій конституції та за типово радянським сценарієм, були проведені вибори до парламенту, на яких громадяни Естонії отримали право голосувати лише за комуністів та співчуваючих їм кандидатів, які разом сформували «Союз трудового народу Естонії». У своїй виборчій програмі «Союз трудового народу» не обіцяв виборцям включення країни до складу СРСР. Йшлося лише про «дружбу між народами» Естонської республіки та Радянського Союзу та «міцний, нерушимий союз» Балтійських держав та СРСР.
Результати голосувань були повністю сфабриковані: радянські ЗМІ оприлюднили їх завчасно, і за добу до закриття виборчих дільниць вони вже з'явилися в лондонських газетах
Проте ще напередодні оголошення результатів виборів нарком оборони СРСР Семен Тимошенко наказав сформувати на території ще формально незалежних країн Балтії радянський військовий округ, до складу якого мали бути передані розташовані там частини, установи та заклади.

#### Анексія
На першому ж засіданні новий естонський парламент ухвалив однакові з парламентами сусідніх Латвії та Литви декларації, які оголосили Естонію, Латвію та Литву «радянськими соціалістичними республіками» та звернутися до Радянського Союзу з проханням прийняти їх до свого складу. На початку серпня, Верховна Рада СРСР «задовольнила» цей запит. Офіційна радянська заява наголошувала, що в балтійських країнах відбулися соціалістичні революції та вони висловили прохання на приєднання до СРСР. Новий встановлений радянський уряд в Литві узгоджував свою політику з СРСР.

#### Депортація естонців
Одразу після виборів війська НКВС під керівництвом Івана Сєрова арештували понад 15000 «ворожих елементів» по всій Балтії. Арешти і депортації відбувалися повільно, частково через те, що більшість радянських чиновників не могли працювати з документами, написаними естонською мовою. За перший рік радянської окупації, з червня 1940 по червень 1941 року, кількість страчених, мобілізованих до армії і депортованих естонців становила щонайменше 59732 особи, включно з вісьмома колишніми головами та 38-ма міністрами Естонської держави. Більш масштабна операція депортації була запланована на ніч з 27 на 28 червня 1941 року, але плани радянського керівництва зірвав початок Німецько-радянської війни.